# Jordaan (rivier)

De Jordaan, 6 april 2007

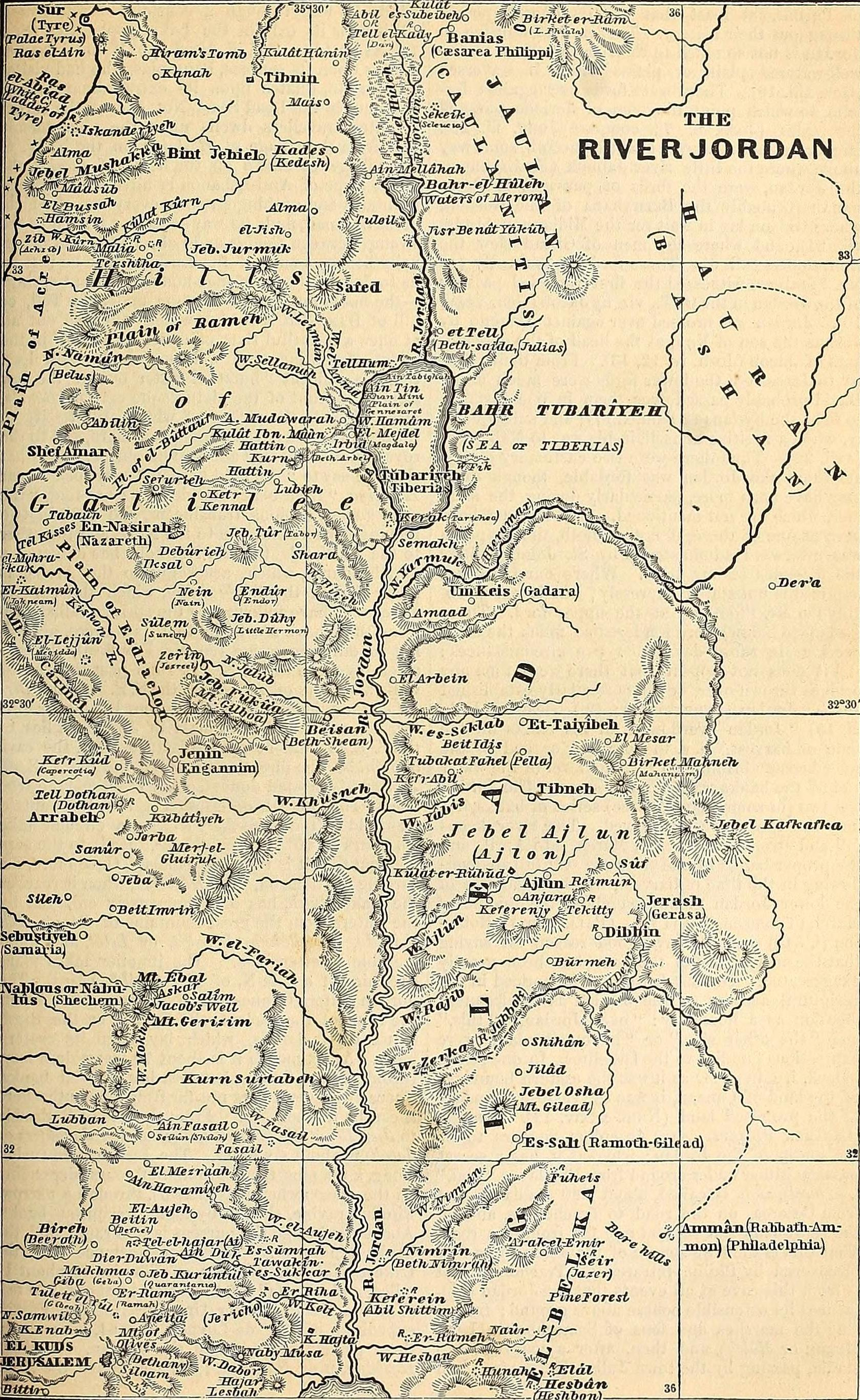
Kaart van de rivier de Jordaan, 1871

De Jordaan (Hebreeuws: נהר הירדן, Nehar hayYarden) (Arabisch: نهر الأردن, Nahar al-Urdunn), is een rivier in het Midden-Oosten die vanaf de berg Hermon via het Meer van Tiberias naar de Dode Zee stroomt. De drie bronrivieren van de Jordaan zijn de Dan, Banias en Hasbani. Op het drielandenpunt van Syrië, Jordanië en Israël mondt de Jarmuk in de Jordaan uit.
De Jordaan vormt staatkundig de grens tussen Israël en Syrië met de Golanhoogvlakte, ten zuiden van het Meer van Tiberias vormt ze deels een grens tussen Jordanië en Israël, vervolgens tussen de Westelijke Jordaanoever van Palestina en Jordanië, en ten zuiden van de Dode zee vormt ze weer een grens tussen Jordanië en Negev van Israël. 
Hemelsbreed bedraagt de lengte van de rivier ongeveer 170 kilometer, maar door de vele bochten van de loop ervan is de feitelijke lengte veel groter. Over hoe groot deze feitelijke lengte precies is, verschillen de bronnen; er worden lengtes tot 330 en zelfs 400 kilometer genoemd.
Circa 70 tot 90% van het water van de rivier wordt voor menselijke doeleinden aangewend en het debiet van de rivier is sinds de Zesdaagse Oorlog van 1967 sterk afgenomen. Hierdoor is het opdrogen van de Dode Zee versneld, een proces dat al tienduizenden jaren gaande is door de natuurlijke negatieve waterbalans (wateraanvoer-verdamping). De Dode Zee is een van de laagst gelegen meren ter wereld.

## Etymologie
Het eerst opgetekende gebruik van de naam is Yãrdon op een oud-Egyptische papyrus van hoogstwaarschijnlijk de tijd van Ramses II. Verwante namen zijn gevonden in Aramees, Hebreeuws, Mandaïsch en andere Semitische talen.

## In de Bijbel
De Jordaan is van grote betekenis in het Jodendom en Christendom. Volgens de Bijbel gingen de Israëlieten de Jordaan over naar het Beloofde Land; Jezus van Nazareth was er door Johannes de Doper gedoopt. Dit zou gebeurd zijn bij Betanië. Veel mensen van over heel de wereld laten zich dopen in de rivier.

## Sinds 1967
Sinds Israël in 1967 Israël Westelijke Jordaanoever militair heeft bezet en er (illegaal volgens internationaal recht) Israëlische nederzettingen zijn gebouwd, wordt het water van de Jordaan naar die nederzettingen geleid. De Palestijnse bevolking trekt aan het kortste eind: hen rest weinig water, Israël geeft hun nauwelijks vergunningen. Joodse landbouwbedrijven floreren ten koste van de bestaansmiddelen van de Palestijnse boeren en herders.
Anno 2023 is de Jordaan nog maar een schim van vroeger. De omliggende landen namen maatregelen om water (ook van zijtakken) voor eigen baat af te leiden:
- Israël: National Water Carrier
- Jordanië: omleiding van de Jarmuk
- Syrië: 40 dammen in 60 jaar tijd

Stroomversnellingen zijn er niet meer. De hoeveelheid water is minder dan een tiende van wat het eens was. Bij Qasr el Yahud, de doopplaats, is goed te zien dat er minder water is: alleen knielend kunnen dopelingen nog kopje onder gaan. Wat rest is een bruine, modderige 6 meter brede stroom. 

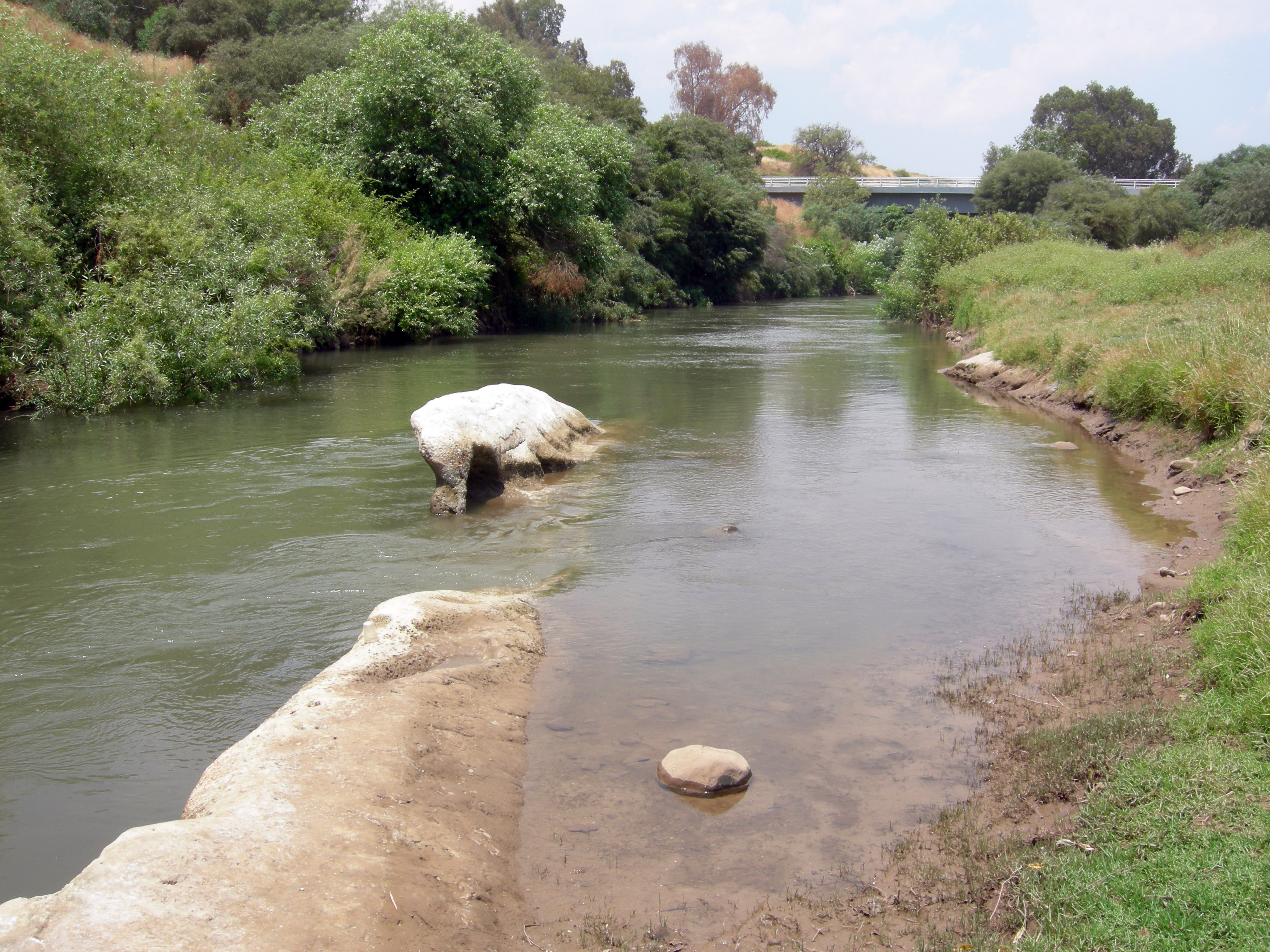
De Jordaan in Galilea
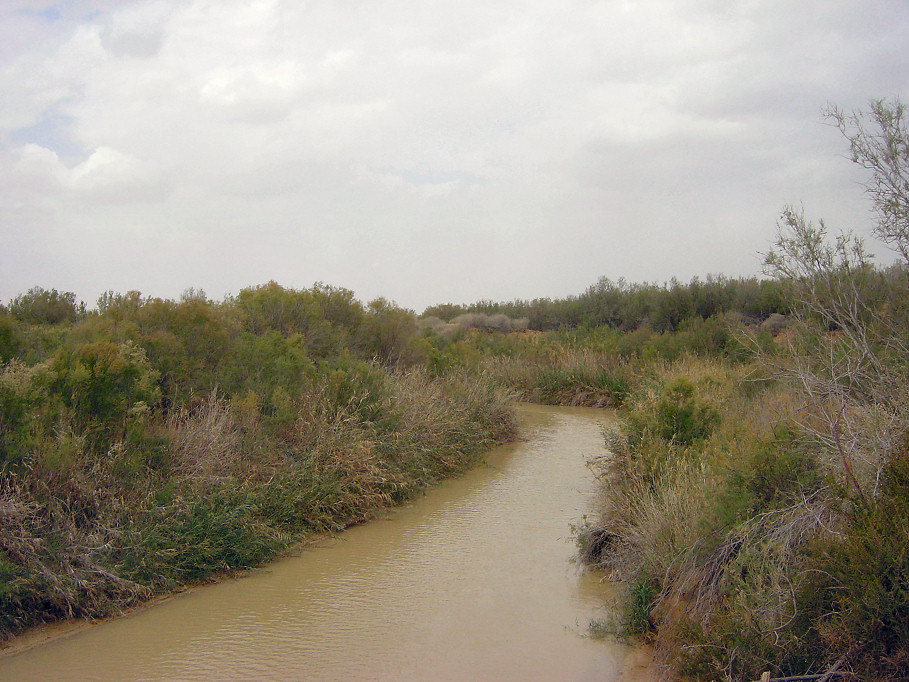
De Jordaan
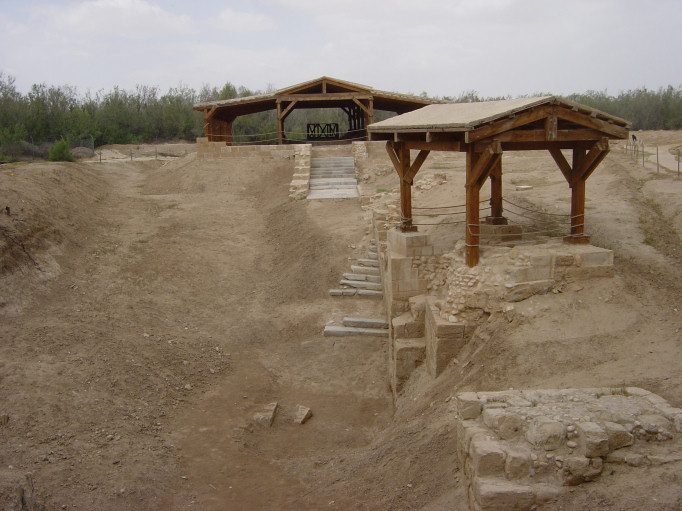
Mogelijke doopplaats van Jezus Christus